# Niedernai
Niedernai je občina v departmaju Bas-Rhin francoske regije Alzacija.
Leta 1990 je v občini živelo 942 oseb oz. 83 oseb/km².